# Élections législatives de 1978 à Saint-Pierre-et-Miquelon
Les élections législatives françaises de 1978 se déroulent les 12 et 19 mars. Dans le département de Saint-Pierre-et-Miquelon, un député est à élire dans le cadre d'une circonscription.

## Élus
| Circonscription        | Député sortant   | Parti | Parti         | Député élu ou réélu | Parti | Parti |
| ---------------------- | ---------------- | ----- | ------------- | ------------------- | ----- | ----- |
| Circonscription unique | Frédéric Gabriel |       | Divers droite | Marc Plantagenest   |       | PS    |

## Résultats

### Résultats à l'échelle du département
| Parti          | Parti                              | Premier tour | Premier tour | Second tour | Second tour | Siège |
| Parti          | Parti                              | Voix         | %            | Voix        | %           | Siège |
| -------------- | ---------------------------------- | ------------ | ------------ | ----------- | ----------- | ----- |
|                | Parti socialiste                   | 1 467        | 48,21        | 1 650       | 52,65       | 1     |
|                | Union de la gauche                 | 1 467        | 48,21        | 1 650       | 52,65       | 1     |
|                |                                    |              |              |             |             |       |
|                | Union pour la démocratie française | 496          | 16,30        | 1 532       | 47,45       | 0     |
|                | Divers droite                      | 444          | 14,59        |             |             | 0     |
|                | Rassemblement pour la République   | 345          | 11,34        | 0           |             |       |
|                | Majorité présidentielle            | 1 285        | 42,23        | 1 532       | 47,45       | 0     |
|                |                                    |              |              |             |             |       |
|                | Divers                             | 291          | 9,56         |             |             | 0     |
|                |                                    |              |              |             |             |       |
| Inscrits       | Inscrits                           | 3 853        | 100,00       | 3 861       | 100,00      | 1     |
| Abstentions    | Abstentions                        | 674          | 17,49        | 572         | 14,81       |       |
| Votants        | Votants                            | 3 179        | 82,51        | 3 289       | 85,19       |       |
| Blancs et nuls | Blancs et nuls                     | 136          | 4,28         | 107         | 3,25        |       |
| Exprimés       | Exprimés                           | 3 043        | 95,72        | 3 182       | 96,75       |       |

### Résultats par circonscription
| Candidat       | Candidat                     | Parti          | Premier tour | Premier tour | Second tour | Second tour |  |
| Candidat       | Candidat                     | Parti          | Voix         | %            | Voix        | %           |  |
| -------------- | ---------------------------- | -------------- | ------------ | ------------ | ----------- | ----------- |  |
|                | Marc Plantegenest élu        | Sans étiquette | 1 467        | 48,21        | 1 650       | 52,65       |  |
|                | Jean-Jacques Blanco-Carlotti | UDF (PR)       | 496          | 16,30        | 1 532       | 47,45       |  |
|                | Paul Audouze                 | Divers droite  | 444          | 14,59        |             |             |  |
|                | Hubert Germain               | RPR            | 345          | 11,34        |             |             |  |
|                | Mme Prudence                 | Divers         | 189          | 6,21         |             |             |  |
|                | Marcel Bossé                 | Divers         | 102          | 3,35         |             |             |  |
|                |                              |                |              |              |             |             |  |
| Inscrits       | Inscrits                     | Inscrits       | 3 853        | 100,00       | 3 861       | 100,00      |  |
| Abstentions    | Abstentions                  | Abstentions    | 674          | 17,49        | 572         | 14,81       |  |
| Votants        | Votants                      | Votants        | 3 179        | 82,51        | 3 289       | 85,19       |  |
| Blancs et nuls | Blancs et nuls               | Blancs et nuls | 136          | 4,28         | 107         | 3,25        |  |
| Exprimés       | Exprimés                     | Exprimés       | 3 043        | 95,72        | 3 182       | 96,75       |  |